# Salelologa

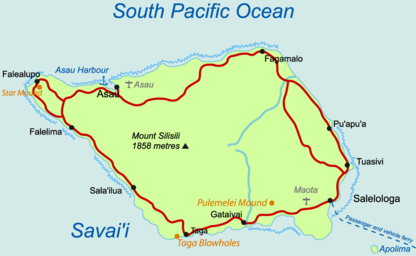
Salelologa im Südosten

Salelologa ist die größte Stadt auf der Insel Savaiʻi von Samoa. 

## Lage

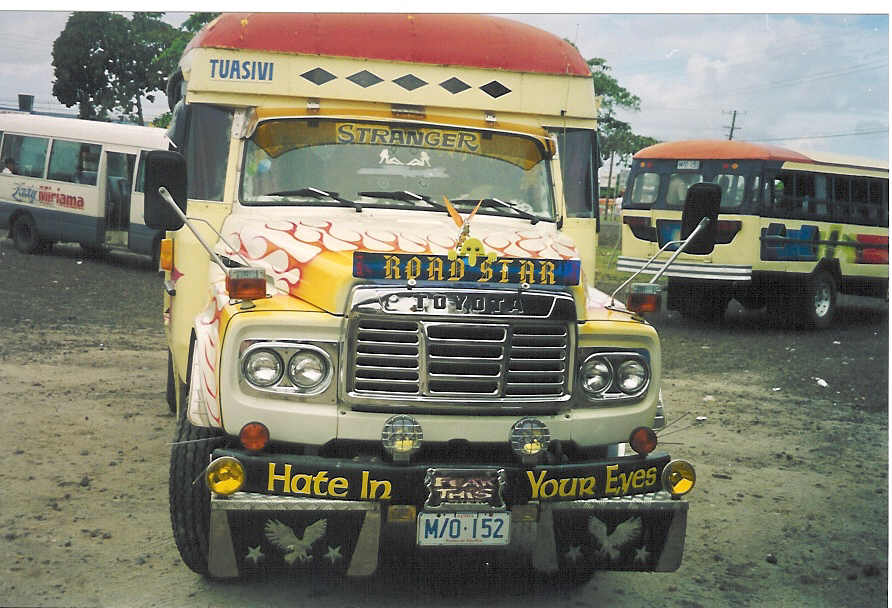
Ortsbus in Salelologa

Die Kleinstadt ist gelegen am östlichen Ende der Insel. und besitzt mit der Salelologa Wharf den Anleger für Fähr- und Frachtschiffe zur Nachbarinsel Upolu und deren Häfen. Der Flughafen bei Maota liegt etwa 4 km im Westen, nach Norden folgen an der Küste nacheinander in etwa 1 km Abstand die Dörfer Salelevalu, Iva und Lolomalava. 

## Infrastruktur
Durch die Fähr- und Flugverbindung dient der Ort als Anlaufstätte für Handel und Tourismus. Hier haben sich an der Hauptstraße in dem langgestreckten Ort verschiedene Märkte für Fisch, lokale Lebensmittelprodukte und Kunsthandwerk ausgebildet, die sechs Tage in der Woche geöffnet sind. Es existieren mehrere kleine Supermärkte, ein Großhändler, Tankstellen und Bäckereien, sowie mehrere Hotels und Pensionen. Auch Internetcafés und einige Banken haben sich angesiedelt.